# Copernic Agent
Pour les articles homonymes, voir Copernic (homonymie).
 (février 2023).
Copernic Agent, de la société Copernic, était un métamoteur capable d'interroger plusieurs moteurs de recherche sur le Web. Il pouvait être utilisé à des fins professionnelles (grandes entreprises & PME) comme personnelles.
La société Copernic a cessé de maintenir ce logiciel en janvier 2014.
Le 30 septembre 2014, Copernic Agent a été retiré de la vente et de l'espace téléchargement de l'éditeur.

## Gammes
Il existait plusieurs gammes du logiciel Copernic Agent : Basic (gratuit), Personnel et Professionnel,.

## Fonctionnalités principales
- Rapidité et puissance de la recherche d'information
- Accéder à l'information cachée[3]
- Possibilité d'écrire des équations de recherches pour des résultats plus pertinents
- Veille sur les contenus des pages sélectionnées
- Mise en évidence des nouveaux résultats de recherche[5]

## Compatibilité
- Microsoft Windows 98/Me/NT/2000/XP[5]
- Internet Explorer 5 ou plus récent

## Les autres produits Copernic Inc.
- Copernic Desktop Search
- Copernic Mobile
- Copernic Tracker
- Copernic Summarizer